# Bobgunnia madagascariensis
Bobgunnia madagascariensis är en ärtväxtart som först beskrevs av Nicaise Auguste Desvaux, och fick sitt nu gällande namn av Joseph Harold Kirkbride och John H. Wiersema. Bobgunnia madagascariensis ingår i släktet Bobgunnia och familjen ärtväxter. Inga underarter finns listade i Catalogue of Life.

## Bildgalleri